# Омбон (Француска)
Омбон (фр. Ambon) насеље је и општина у северозападној Француској у региону Бретања, у департману Морбијан која припада префектури Ван.
По подацима из 2011. године у општини је живело 1743 становника, а густина насељености је износила 45,82 становника/km². Општина се простире на површини од 38,04 km². Налази се на средњој надморској висини од 18 метара (максималној 57 m, а минималној 0 m).

## Демографија
| 1962. | 1968. | 1975. | 1982. | 1990. | 1999. | 2011. |
| ----- | ----- | ----- | ----- | ----- | ----- | ----- |
| 1.010 | 1.008 | 904   | 881   | 1.006 | 1.255 | 1.743 |

График промене броја становника у току последњих година